# Amos Reed
Amos Reed war ein US-amerikanischer Politiker, der von 1863 bis 1867 das Amt des Secretary of the Territory im Utah-Territorium bekleidete. Ferner war er vom 13. Juni bis zum 3. Oktober 1865 kommissarischer Gouverneur des Territoriums.